# Napolità
El napolità (napulitano) és una llengua romànica parlada a la Campània (Itàlia) i en algunes regions veïnes. Encara que sovint es parla del napolità com un dialecte, la major part dels lingüistes el considera una llengua de per si. Es parla a la Campània i més concretament a la ciutat de Nàpols i el seu immediat radi d'influència.
La llengua napolitana comprèn una varietat de dialectes centremeridionals, els quals presenten una sèrie de similituds (però també moltes diferències). Algunes fonts, com Ethnologue, inclouen dins del mateix grup lingüístic napolitanocalabrès els dialectes del sud del Laci, del sud de les Marques, els Abruços, el Molise, la Basilicata, del nord de Calàbria, i del nord i el centre de la Pulla, fins a uns set milions de parlants nadius teòrics.
Aquestes afirmacions, d'altra banda, resulten inacceptables per a aquells que mantenen que els dialectes locals parlats fora de la Campània (i àdhuc fora de l'àrea directa de Nàpols) no poden ser assimilats sota el nom de napolità.
Generalment, tots aquests dialectes són mútuament intel·ligibles, però han caigut en el localisme víctimes de la diglòssia d'una llengua sense prestigi respecte a l'italià estàndard.
Siga com siga, ha sigut la riquesa gramatical, lèxica i sintàctica mateixa del napolità el que ha motivat que la UNESCO fes bona la definició de llengua napolitana.
Històricament, el napolità havia estat llengua oficialitzada del Regne de Nàpols des de 1442 per decret d'Alfons I de Nàpols. El 1554, el cardenal Girolamo Seripando va fer-lo substituir pel toscà o italià.
En la literatura popular, el personatge per excel·lència de la faula napolitana és Pulcinella, un personatge còmic, epicuri i ambigu sexualment, que ridiculitza els poderosos.
Actualment, la llengua napolitana és viva sobretot en el món de la cançó; la canzone napoletana, amb exemples coneguts mundialment com 'O sole mio, Tu vuò fà l'americano, 'O surdato 'nnammurato o Funiculì funiculà.

## Aspectes històrics, socials i culturals

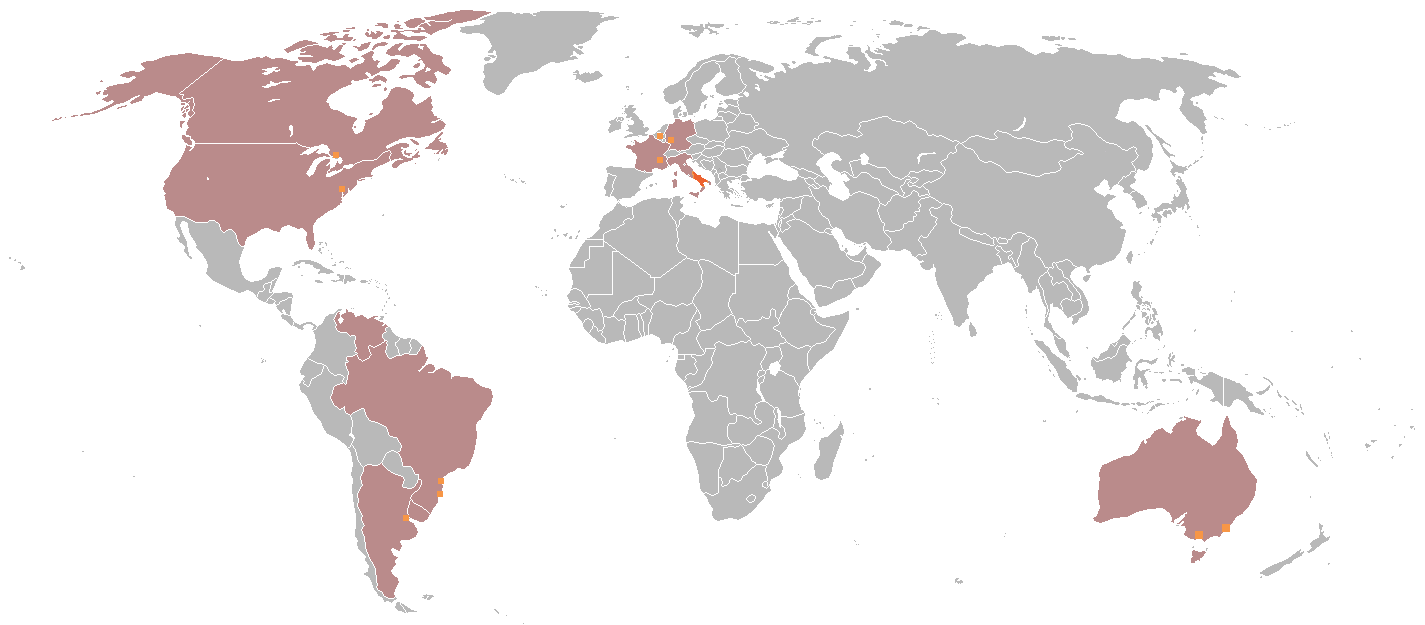
Països que van rebre immigració de napolitans

### Origen
Com totes les llengües romàniques, el napolità deriva del llatí. També s'han suposat reminiscències de l'oscà i del grec, parlat a Nàpols fins als segles II-III dC.
En el curs de la seva història, el napolità ha estat influenciat pels pobles que han habitat o dominat la Campània i la Itàlia centremeridional: els colons grecs, els comerciants romans d'Orient en l'època del ducat de Nàpols (fins al segle ix) i, en èpoques més recents, els normands, els francesos, els espanyols i fins i tot els estatunidencs, que durant la Segona Guerra Mundial i la consegüent ocupació de Nàpols, hi han contribuït amb algun vocable.
Sota la corona catalanoaragonesa, el napolità va ser proposat com a idioma de l'administració, sense imposar mai l'aragonès o el català, però l'intent va fracassar amb la deposició de Frederic III de Nàpols (1501) i el començament del virregnat. A la primera meitat del segle xix, al Regne de les Dues Sicílies s'usava de facto l'italià com a idioma administratiu i literari, així que el napolità mai va gaudir de la condició de llengua oficial.

### Primers testimonis
El napolità (com el sicilià i altres varietats centremeridionals) té una llarga tradició literària. Hi ha testimonis escrits del napolità des de l'any 960 com el famós Placito di Capua, considerat el primer document en una llengua romanç d'Itàlia, que està escrit en la llengua de Campània (també coneguda com a volgare pugliese, 'vernacular de Puglia'). Els textos diuen així:
| «                 | Sao ko kelle terre, per kelle fini que ki contene, trenta anni le possette parte Sancti Benedicti. | » |
| — Càpua, març 960 | |   |

| «                         | Sao cco kelle terre, per kelle fini que tebe monstrai, Pergoaldi foro, que ki contene, et trenta anni le possette. | » |
| — Sessa Aurunca, març 963 | |   |

| «                    | Kella terra, per kelle fini que bobe mostrai, sancte Marie è, et trenta anni la posset parte sancte Marie. | » |
| — Teano, octubre 963 | |   |

| «                    | Sao cco kelle terre, per kelle fini que tebe mostrai, trenta anni le possette parte sancte Marie. | » |
| — Teano, octubre 963 |                                                                                                   |   |

La primera obra en prosa n'és un text de Matteo Spinelli, alcalde de Giovinazzo, coneguda com a Diurnali, una crònica dels esdeveniments més importants del Regne de Sicília del segle xi a l'any 1268.

## Característiques
Encara que el napolità i l'italià són parents propers, de vegades les diferències de pronunciació amaguen les semblances. La diferència més notable per als no napolitans és la pronunciació afeblida com a vocal neutra de moltes consonants àtones.
- El napolità té set fonemes vocàlics: a, e, ɛ, i, o, ɔ, u. Només quatre d'aquestes vocals es poden trobar en posició àtona: a, i, u, i una vocal neutra [ə], que pot arribar a fer-se muda en determinats contextos, com en català. En posició àtona, passen a vocal neutra les vocals a, e oberta, e tancada, o oberta i o tancada. Però les a àtones protòniques (per davant de la síl·laba accentuada) es mantenen com a [a].
- El doblament o geminació de consonants inicials de paraula segons la paraula precedent: 'o ttaliano ('la llengua italiana'). Hi ha alternances gramaticals significatives, p. ex.: 'e guagliune = 'els nois', però 'e gguaglione = 'les noies' (amb geminació davant l'article determinat femení plural).
- Betacisme, confusió de /b/ i /v/.
- Els grups de l'italià estàndard -gi-, -ci- que representen africades es relaxen fins a esdevenir simples fricatives, [ʒ] i [ʃ], respectivament.
- Rotacisme de /d/ intervocàlica: Maronna ('Madonna'), o també per fonètica sintàctica roje ('dos').
- La consonant velar /g/ esdevé fricativa [ɣ], o fins i tot muda, a principi de paraula en els grups /gw-/ o /gr-/, o seguida de les vocals [a] o [u].
- Assimilació dels grups [mb] o [nd] a [mm] i [nn], respectivament: munno ('món'), quanno ('quan').
- La fricativa alveolar sorda /s/, en posició inicial seguida de consonant velar o labial, esdevé fricativa postalveolar [ʃ], p. ex., spagnolo [ʃpa'ɲolə].
- El grup llatí FL- ha donat [ʃ] en napolità: sciummo (<FLUMEN), sciore (< FLOREM).

El napolità ha incorporat paraules de moltes llengües: àrab, grec, francès, català, castellà, toscà, anglès.